# The Unknown (film 1946)
The Unknown è un film del 1946 diretto da Henry Levin.

## Trama
Una giovane decide di sposarsi contro il volere dei propri genitori, quando il padre viene ucciso però gli eventi precipitano. La moglie lascia la casa e la ragazza perde la ragione, riuscendo comunque a sposarsi. Anni dopo sua figlia decide di tornare dalla famiglia della madre che l'accoglie piuttosto freddamente temendo che scopra i loro molti segreti.